# Аппер-Марлборо (Меріленд)
Аппер-Марлборо (англ. Upper Marlboro) — місто (англ. town) в США, в окрузі Графство принца Георга штату Меріленд. Населення — 652 особи (2020).

## Географія
Аппер-Марлборо розташований за координатами 38°49′3″ пн. ш. 76°45′18″ зх. д. / 38.81750° пн. ш. 76.75500° зх. д. (38.817458, -76.754884).  За даними Бюро перепису населення США в 2010 році місто мало площу 1,11 км², з яких 1,05 км² — суходіл та 0,06 км² — водойми.

## Демографія
Згідно з переписом 2010 року, у місті мешкала 631 особа в 290 домогосподарствах у складі 157 родин. Густота населення становила 569 осіб/км².  Було 310 помешкань (279/км²).
Расовий склад населення:
| - 57,8 % — чорних або афроамериканців - 33,8 % — білих - 1,1 % — азіатів - 0,2 % — корінних американців - 2,9 % — осіб інших рас |

До двох чи більше рас належало 4,3 %. Частка іспаномовних становила 4,1 % від усіх жителів.
За віковим діапазоном населення розподілялося таким чином: 21,1 % — особи молодші 18 років, 69,2 % — особи у віці 18—64 років, 9,7 % — особи у віці 65 років та старші. Медіана віку мешканця становила 39,5 року. На 100 осіб жіночої статі у місті припадало 90,1 чоловіків;  на 100 жінок у віці від 18 років та старших — 88,6 чоловіків також старших 18 років.
Середній дохід на одне домашнє господарство  становив 91 163 долари США (медіана — 85 893), а середній дохід на одну сім'ю — 101 554 долари (медіана — 94 250). За межею бідності перебувало 0,6 % осіб, у тому числі 1,5 % дітей у віці до 18 років та 0,0 % осіб у віці 65 років та старших.
Цивільне працевлаштоване населення становило 420 осіб. Основні галузі зайнятості: публічна адміністрація — 21,9 %, освіта, охорона здоров'я та соціальна допомога — 16,4 %, науковці, спеціалісти, менеджери — 14,0 %, роздрібна торгівля — 12,9 %.